# Далетиці
Далетиці, або Далетіце (словац. Daletice) — село в Словаччині, Сабинівському окрузі Пряшівського краю. Розташоване в північно-східній частині Словаччини в центральній частині Шариської височини біля джерела Далетицького потока.
Вперше згадується у 1320 році.
В селі є римо-католицький костел з 1840–1841 рр. в стилі пізнього класицизму.

## Населення
| Рік:            | 1994. | 2004.    | 2014. | 2024. |
| --------------- | ----- | -------- | ----- | ----- |
| Кількість осіб: | 121   | 100      | 100   | 95    |
| Різниця:        |       | -17,35 % | +0 %  | -5 %  |

| Рік:            | 2023. | 2024. |
| --------------- | ----- | ----- |
| Кількість осіб: | 95    | 95    |
| Різниця:        |       | +0 %  |

В селі проживає 92 осіб.
Національний склад населення (за даними останнього перепису населення — 2001 року):
- словаки — 100,0%,

Склад населення за приналежністю до релігії станом на 2001 рік:
- римо-католики — 71,03%,
- протестанти — 28,04%,
- не вважають себе вірянами або не належать до жодної вищезгаданої конфесії — 0,93%